# 화채능선
화채능선(華彩稜線)은 강원도 설악산의 대청봉에서 시작해 화채봉, 칠성봉, 집성봉 등의 봉우리를 지나 권금성까지를 잇는 약 8km의 능선이다. 동북능선이라고도 부른다. 화채능선 등산로는 비법정탐방로로, 등산이 법적으로 금지된 코스이다.